# 定命
定命（じょうみょう）とは、仏教においては生れ落ちる前に定められた寿命のこと。仏教用語なので、「じょうみょう」と呉音読みされる。前世の因果によって個別に、あるいは地域、時代によって全体的に定命は変遷すると考えられている。そこから人間が生きられる限界の年齢という意味でも使われる。
道教においては人間の定命は120歳と説く（窪徳忠 『道教の神々』 講談社学術文庫 10刷2001年 p.86）。
この意味から転じて天理教（日本起源のもの）においては神により定められた人間の寿命のこと。115歳とされ、本来はそこまで生きることができるものであるとする。

## イスラム教の定命
イスラム教のカダル(القضاء و القدر)の訳語。こちらは「ていめい」と読まれる。イスラム教における六信の一つで、すべての人間（あるいは万物そのもの）の運命が神によって定められていること。

## ゲーム、ファンタジーにおける定命
「定命の」で「寿命が限られている」「死すべき身体である」「死ぬ」を意味する。モータル(mortal)の簡潔な訳語がないので、一部のゲームやファンタジー(の翻訳)で#1の仏教用語から借用したが、上記のように内容が異なり、あまり一般的ではない。イモータル(immortal)つまり「不死の（形容詞）」あるいは「不死なる存在（名詞）」の逆としては、「死の（形容詞）」「死ぬ存在（名詞）」と意味に当てはまる言葉が使えないことが原因か。欧米の神話・伝説・ファンタジーでは神格・悪魔など不死不滅の存在が古くからあり、その逆としてのモータルが自然に使われたのに比べ、日本ではそのような存在がなかったのが原因かとおもわれる。